# Роберт Творогал
Роберт Творогал (нар. 5 жовтня 1994 — Вільнюс, Литва) — литовський гімнаст. Чемпіон та призер чемпіонату Європи та Європейських ігор. Перший в історії Литви учасник Літніх юнацьких Олімпійських ігри. Учасник Олімпійських ігор 2016.

## Біографія
Народився в Вільнюсі, Литва, в родині польського походження. Закінчив польську старшу школу імені Шимона Конарського.

## Кар'єра
Батьки відвели на секцію спортивної гімнастики у п'ятирічному віці.

#### 2010
На Літніх юнацьких Олімпійських ігри в Сінгапурі став сьомим на поперечині та двадцять третім у багатоборстві.

#### 2019
На чемпіонаті Європи став шістнадцятим у багатоборстві.
На Європейських іграх у Мінську, Білорусь, здобув першу у власній кар'єрі та історії Литви перемогу, посівши перше місце у вправі на поперечині.
На чемпіонаті світу в Штутгарті, Німеччина, у фіналі багатоборства посів двадцять четверте місце, що дало змогу здобути особисту ліцензію на Олімпійські ігри в Токіо.

#### 2020
У грудні під час пандемії коронавірусу на чемпіонаті Європи в Мерсіні, Туреччина, став першим в історії Литви чемпіоном Європи, здобувши перемогу у вправі на поперечині, другу нагороду чемпіонату здобув на паралельних брусах - бронзову нагороду.
2024
В серії кваліфікаційних на літні Олімпійські ігри в Парижі, Франція, етапів кубку світу набравши 80 очок у вправі на поперечині, посів друге місце в рейтингу та здобув особисту олімпійську ліцензію.

## Результати на турнірах
| Рік  | Змагання                       | КБ | ІБ | Вільні вправи | Кінь | Кільця | Опорний стрибок | Паралельні бруси | Перекладина |
| ---- | ------------------------------ | -- | -- | ------------- | ---- | ------ | --------------- | ---------------- | ----------- |
| 2010 | Літні юнацькі Олімпійські ігри |    | 23 |               |      |        |                 |                  | 7           |
| 2016 | Олімпійські ігри               |    | 42 |               |      |        |                 |                  |             |
| 2017 | Чемпіонат Європи               |    | 20 |               |      |        |                 |                  |             |
| 2017 | Чемпіонат світу                |    | 17 |               |      |        |                 |                  |             |
| 2018 | Чемпіонат світу                |    | 68 |               |      |        |                 |                  |             |
| 2019 | Кубок світу в Парижі           |    |    |               |      |        |                 |                  | 4           |
| 2019 | Чемпіонат Європи               |    | 16 |               |      |        |                 |                  |             |
| 2019 | Кубок виклику в Осієці         |    |    | 6             |      |        |                 | 1                |             |
| 2019 | Європейські ігри               |    | 7  |               |      |        |                 | 5                | 1           |
| 2019 | Чемпіонат світу                |    | 24 |               |      |        |                 |                  |             |
| 2020 | Чемпіонат Європи               |    |    |               |      |        |                 | 3                | 1           |
| 2021 | Чемпіонат Європи               |    | 6  |               |      |        |                 |                  |             |
| 2021 | Кубок виклику в Каїрі          |    |    | 5             |      |        |                 | 1                | 3           |
| 2021 | Кубок виклику в Мерсіні        |    |    |               | 5    |        |                 |                  | 3           |
| 2021 | Чемпіонат світу                |    | 15 |               |      |        |                 |                  |             |
| 2022 | Кубок світу в Баку             |    |    |               |      |        |                 |                  | 7           |
| 2024 | Кубок світу. Каїр              |    |    |               |      |        |                 |                  | 5           |
| 2024 | Кубок світу. Котбус            |    |    |               |      |        |                 |                  | 3           |
| 2024 | Кубок світу. Доха              |    |    |               |      |        |                 |                  | 2           |